# گوزل‌لی (گوراویماق)
گوزل‌لی (به ترکی استانبولی: Güzelli) یک منطقهٔ مسکونی در ترکیه است که در گوراویماق واقع شده‌است. گوزل‌لی ۱٬۰۳۴ نفر جمعیت دارد.